# Потапенко, Эдуард
Эдуард Потапенко (эст. Eduard Potapenko; 2 августа 1967) — советский и эстонский футболист, полузащитник.

## Биография
Начал взрослую карьеру в 1984 году в клубе ШВСМ (Таллин), сыграв 2 матча во второй лиге СССР. Затем несколько лет выступал на уровне чемпионата Эстонской ССР среди КФК. С таллинской «Звездой» в 1985 году стал вторым призёром чемпионата республики, с «Темпо» в 1987 году — победителем турнира.
После распада СССР провёл три сезона в высшей лиге Эстонии, сыграв 21 матч и забив 2 гола. В первых двух сезонах независимого чемпионата выступал за «Динамо» (Таллин). В сезоне 1993/94 сыграл один матч за «Тевалте», клуб финишировал третьим, но позже был дисквалифицирован и отправлен на последнее место. В 1994 году футболист вернулся в «Динамо», вылетевшее из высшей лиги, и провёл в клубе несколько сезонов. Затем до конца карьеры выступал за любительские клубы Таллина в низших лигах.